# Giovanni Sessarego
Giovanni Sessarego (fl. XIX-XX secolo) è stato un calciatore italiano di ruolo centrocampista e attaccante.

## Carriera
Calciatore dell'Andrea Doria, in entrambe le stagioni in forza ai biancoblu, nel 1905 e 1906, non superò le eliminatorie liguri contro il Genoa.